# Rolaf
Rolaf is een Nederlandse plaats in Noord-Brabant. Het gehucht ligt ten zuidwesten van Steenbergen, nabij Nieuw-Vossemeer, en bestaat uit ongeveer vijf huizen.
Stad: Steenbergen      Dorpen: De Heen · Dinteloord · Kruisland · Nieuw-Vossemeer · Welberg 

Buurtschappen: Blauwe Sluis · Bloemendijk · De Bocht · Boompjesdijk · Dintelsas · 't Haantje · Heense Molen · Koevering · Notendaal · De Overval ‎· Rolaf ‎· Visberg · Waterhoefke · Wildenhoek · Zwarte Ruiter

Noord-Brabant: Steden en dorpen      Nederland: Provincies · Gemeenten